# Oswald Northumbrijský
Oswald (také Oswold, Osuald, Osualdus, Osuuald, * asi 604 v Northumbrii, † 5. srpna 642 nedaleko Oswestry) byl králem anglosaského království Northumbrie v letech 634–642. Je uctíván jako světec.

## Život

### Rodina
Oswald byl synem bernicijského krále Æthelfritha, který po dobytí Deiry v roce 604 načas spojil obě království. Pocházel z Æthelfrithova druhého manželství s Achou, dcerou bývalého deirského krále Ælly. Acha byla sestřenicí Oswaldova předchůdce na trůnu Deiry, krále Osrika (633–634). Král Eanfrith, Oswaldův předchůdce v Bernicii, byl jeho nevlastním bratrem. Oswaldův syn Œthelwald, který byl podkrálem v Deiře zhruba v letech 651–655, pravděpodobně pocházel z jeho manželství s blíže neznámou irskou ženou. Kolem roku 635 se král Oswald oženil s Cyneburgou, dcerou wessexského krále Cynegilse.

### Mládí a exil ve Skotsku
Oswaldův otec král Æthelfrith byl původně králem Bernicie, který po dobytí Deiry kolem roku 604 spojil obě království a vytvořil nové království Northumbrii. Král Æthelfrith legitimizoval svou vládu sňatkem s Achou z deirského královského rodu, která se stala Oswaldovou matkou.
Kolem roku 616 se však následníku deirského trůnu Edwinovi, kterého král Æthelfrith vyhnal do exilu, Northumbrii podařilo dobýt díky pomoci východoanglického krále Rædwalda, který zvítězil v bitvě u řeky Idle, ve které byl král Æthelfrith zabit. Nyní zase král Edwin poslal do exilu Æthelfrithovy syny jako případné pretendenty. Princové Oswald a Oswiu a jejich sestra Æbbe a možná i další sourozenci se odebrali ke králi Eochaidu Buideovi (608–629) do gaelské říše Dál Riata. Oswaldův nevlastní bratr Eanfrith odešel s dalšími sourozenci k Piktům. Král Oswald byl vychován a pokřtěn mnichy z kláštera na ostrově Iona. Během svého exilu se princ Oswald a pravděpodobně i jeho bratři zúčastnili vojenských tažení vojsk království Dál Riata v Irsku. Jeho syn Œthelwald, který byl podkrálem v Deiře zhruba v letech 651–655, pochází pravděpodobně z Oswaldova manželství s irskou ženou.
V roce 633 se gwyneddský král Cadwallon ap Cadfan spojil s mercijským králem Pendou a vzbouřili se proti northumbrijskému králi Edwinovi. Společně zničili northumbrijskou armádu 12. října 633 v bitvě na Hatfield Chase poblíž Doncasteru. Edwin v bitvě padl, stejně jako jeho syn Osfrith. Jeho syn Eadfrith se musel vzdát a později byl králem Pendou zavražděn. Okamžitým výsledkem Edwinovy porážky bylo obnovené rozdělení Northumbrie: zatímco král Osric se dokázal udržet v jižním království (Deira), severní království (Bernicie) připadla Eanfrithovi, Æthelfritovu synu a Oswaldovu nevlastnímu bratru, který se vrátil z exilu. Jeho osobou se vláda nad Bernicií načas vrátila do rukou původní bernicijské dynastie.
Podle Bedy Ctihodného měli být králové Osric a Eanfrith pokřtěnými křesťany, kteří se po svém nástupu na trůn vrátili ke svému původnímu anglosaskému pohanství. Král Osric pokračoval v boji proti králi Cadwallonu, který ho uzavřel a oblehl v roce 634 v (pravděpodobně) Yorku. Při jednom Cadwallonově výpadu Osric padl a jeho armáda byla zničena. Král Cadwallon vyplenil Northumbrii a zavraždil krále Eanfritha, který byl připraven s ním uzavřít mír.

### Vláda

Britonské a anglosaské populace v Británii kolem roku 600.

#### Návrat z exilu, znovusjednocení Northumbrie
V roce 634 se princ Oswald vrátil z exilu a porazil krále Cadwallona v bitvě u Heavenfieldu poblíž Hexhamu. Vítězství Oswaldova početně slabšího křesťanského vojska bylo považováno za Boží soud. Král Cadwallon byl v bitvě zabit. Bylo to pravděpodobně toto vítězství, které vedlo k Oswaldovu uznání coby bretwalda, přinejmenším na severu Anglie. Při převzetí moci mu mohl pomoci dálriatský král Domnall Brecc a piktský vládce Gartnait mac Uuid. Král Oswald si také zajistil trůn Deiry a vyhnal dědice jejího trůnu Oswina do exilu ve Wessexu. Tím král Oswald – pocházející z obou královských rodin – spojil obě království Bernicii i Deiru a vytvořil Northumbrii.

#### Bretwalda
Northumbrie opět získala mocenskou převahu na celém ostrově. V záznamu k roku 827 (829) rukopisu A Anglosaské kroniky, který je založen na údajích z latinsky psaného díla Historia ecclesiastica gentis Anglorum Bedy Ctihodného, je král Oswald označován coby šestý bretwalda, který měl vládnout všem Britům, Piktům, Skotům a Anglosasům. Oswaldova moc však byla v pramenech přeceňována. Jak daleko jeho vliv dosahoval ve skutečnosti, není jisté. Neexistují důkazy o tom, že by král Oswald dominoval v severním Walesu (království Gwynedd) a v oblastech obývaných Pikty. Jeho sféra vlivu však určitě zahrnovala království Lindsey, Sussex a Wessex. V osobě krále Pendy v Mercii však vyvstával další důležitý král. Král Oswald využil své mocenské převahy a vytvořil spojenectví, aby zabránil tomuto rostoucímu nebezpečí. Král Oswald se podílel na založení první diecéze ve Wessexu. V roce 635 byl král Oswald kmotrem krále Cynegilse (611 – asi 642), který se nechal pokřtít biskupem Birinusem v městu Dorchester-on-Thames. Své spojenectví s Wessexem završil sňatkem s dcerou krále Cynegilse Cyneburg. V roce 637 král Oswald bitvě u Mag Ráth pravděpodobně podporoval svými bojovníky dálriatského krále Domnalla Brecca, u něhož našel útočiště během svého skotského exilu. Král Domnall utrpěl v bitvě těžké ztráty a král Oswald dokázal získat nadvládu nad jeho iroskotským královstvím Dál Riata. Král Oswald byl také dominantní ve vztahu mezi Northumbrií a královstvím Kent. Kentský král Eadbald (616/618–640) přijal zpět svou sestru Æthelburgu, vdovu po Oswaldově strýci a předchůdci králi Edwinovi. Æthelburga v obavě před svým synovcem králem Oswaldem, který měl usilovat o životy jejích synů a potenciálních dědiců trůnu, své syny poslala ke svému příbuznému králi Dagobertovi I. do Franské říše.

#### Obnova křesťanství
V Northumbrii se král Oswald energicky zasazoval o obnovu křesťanské víry. Nechal dokončit předchozím králem Edwinem započatou stavbu kamenného kostela sv. Petra, předchůdce současné Yorské katedrály, která byla několikrát zničena. Paulinus, římskokatolický biskup z Yorku, uprchl za vlády Oswaldova předchůdce do Kentu. Král Oswald se kvůli rechristianizaci obrátil na opata Segenea/Segenia z iroskotského kláštera na ostrově Iona. Nejprve byl coby misionář vyslán Cormán, ten se ale brzy své misionářské práce bez výsledků vzdal a vrátil se na ostrov Iona. Irský mnich a misionář Aidan kritizoval jeho metody a sám byl nato jmenován biskupem v roce 635. Král Oswald mu jako biskupské sídlo přidělil ostrov Lindisfarne nedaleko královského hradu Bamburgh. Aidan a 12 skotských mnichů na ostrově založilo ve stejném roce klášter Lindisfarne coby centrum misijní činnosti a zahájili christianizaci Northumbrie. Aidan původně kázal ve skotské gaelštině a král Oswald překládal pro svůj anglosaský dvůr. Král Oswald také podporoval zakládání dalších klášterů tím, že jim daroval půdu.

### Králova smrt a následnictví
Mercijský král Penda, který se spojil s britonským královstvím Powys, zůstával ovšem nadále hrozbou. V roce 642 se král Oswald odvážil zaútočit. V bitvě u Maserfieldu (pravděpodobně poblíž Oswestry, poblíž velšských hranic) 5. srpna zvítězil král Penda a asi osmatřicetiletý král Oswald byl zabit. Oswaldovo tělo bylo rozčtvrceno a vystaveno. Okamžitým důsledkem Oswaldovy porážky bylo obnovené rozdělení Northumbrie: Oswaldův bratr Oswiu nastoupil na trůn v severním království (Bernicie), zatímco v jižním království (Deira) se na trůn v osobě Oswina, syna Oswaldova předchůdce Osrika, vrátila k moci stará královská dynastie.

## Světec

### Kult
Král Oswald zemřel v boji s poslední pohanskou anglosaskou říší (Mercií), a proto byl považován za mučedníka a uctíván jako světec. Bezprostředně po jeho smrti byly na místě, kde zemřel, zaznamenány zázraky. Centrem oswaldovského kultu byl klášter Bardney v distriktu Lindsey v hrabství Lincolnshire, ale brzy se rozšířil do Irska a kontinentální Evropy, zejména do Flander, Německa a Rakouska. Četné kostely v Anglii a na kontinentu byly zasvěceny sv. Oswaldovi.
Oswald je patronem města a kantonu Zug, anglických králů, křižáků, ženců a dobytka. Dovolávají se ho věřící k ochraně před morem. V některých regionech je jedním ze čtrnácti pomocníků v nouzi. Jeho svátek se slaví v katolické a anglikánské církvi 5. srpna. V Eveshamu a Gloucesteru je jeho translace připomínána 8. října.

### Relikvie
V roce 1372 získal jednu kost z ostatků sv. Oswalda římský císař a český král Karel IV. pro katedrálu sv. Víta v Praze.

#### Tělo
Oswaldův bratr Oswiu a jeho dcera Osthryth  vyzvedli Oswaldovy ostatky a pohřbili je v klášteře Bardney v distriktu Lindsey. V roce 909 byly některé relikvie Æthelredem, hrabětem z Mercie, a jeho ženou Ælthelflæd údajně přeneseny z Bardney do kostela sv. Petra v Gloucesteru.

#### Lebka
Hlava byla odvezena do kláštera Lindisfarne. Biskup Eardulf ji v roce 875 po dlouhé odyseji ukryl před dánskými Vikingy v rakvi sv. Cuthberta a dostal do bezpečí v Chester-le-Street. Proto je sv. Cuthbert někdy zobrazován s Oswaldovou hlavou. Durhamský biskup Aldhun v roce 995 přenesl Cuthbertovy kosti a Oswaldovu lebku z Chester-le-Street do Durhamu a v roce 998 vysvětil kamenný kostel jako místo odpočinku sv. Cuthberta. V roce 1104 byl Cuthbertův hrob znovu otevřen a jeho tělo bylo znovu pohřbeno v nově postavené katedrále v Durhamu. Když byl hrob znovu v letech 1826/1827 otevřen, údajně v něm Oswaldova lebka stále byla.
Nepatrné úlomky lebky lze nalézt jako relikvie v Echternachu, v Hildesheimu a v katedrále v Paderbornu.

#### Ruce
Jedna z rukou se nejprve dostala do hlavního města Northumbrie Bamburghu, ale později byla převezena do Ely. O druhé ruce se říká, že je v Gloucesteru nebo Durhamu.

### Ikonografie
Sv. Oswald je zobrazován ve slavnostním rouchu a s insigniemi krále, nad ním s holubicí, se sluncem na hrudi, s havrany nebo zlatým jelenem.  V ruce drží nádobu (možná nádobu na léky).

### Zázraky a legendy
Před bitvou u Heavenfieldu v roce 634 nechal Oswald vyrobit a vztyčit kříž, jehož hobliny byly polité vodou a údajně měly léčivé vlastnosti. V době Bedy Ctihodného zde postavili mniši z nedalekého opatství Hexham kostel a každý rok 4. srpna podnikali pouť na toto místo. Léčivé vlastnosti byly také připisovány půdě v místě, kde zemřel. Zemina z místa úmrtí byla lidmi odnášena, až se v tomto místě vytvořila hluboká díra podobající se člověku. Podle legendy byly jeho useknuté paže nezničitelné.

## Galerie

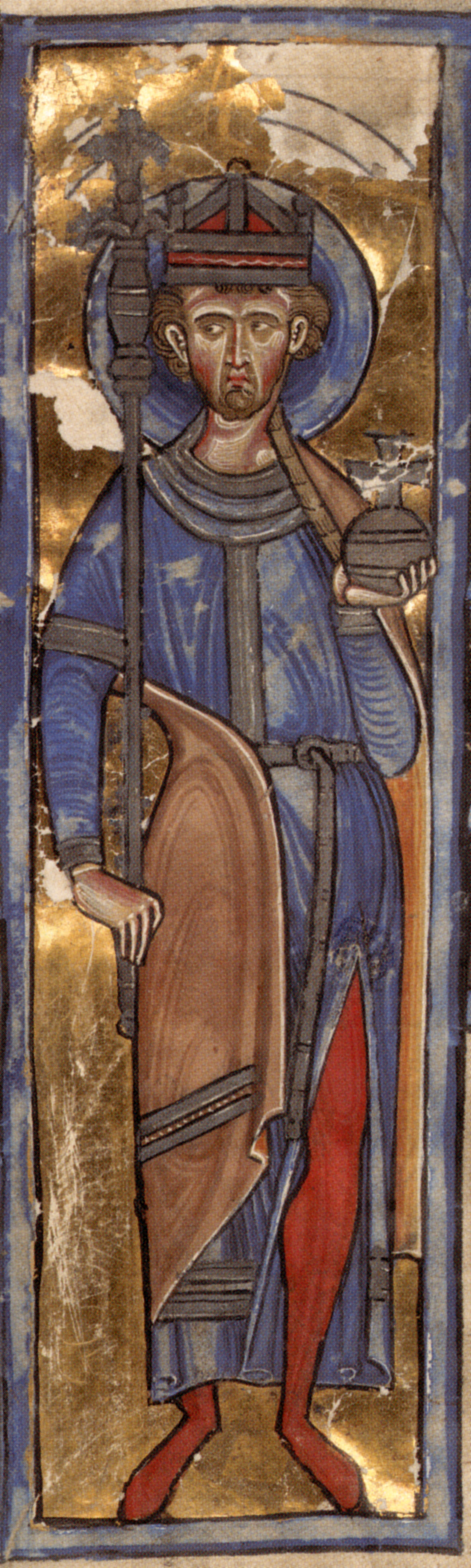
Svatý Oswald, zobrazení z počátku 13. století.
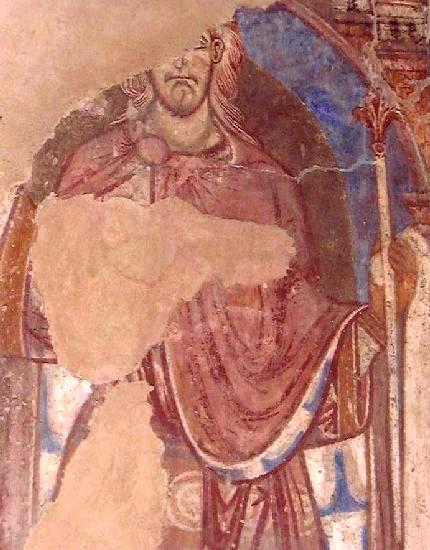
Vyobrazení sv. Oswalda z 12. století v katedrále v Durhamu.
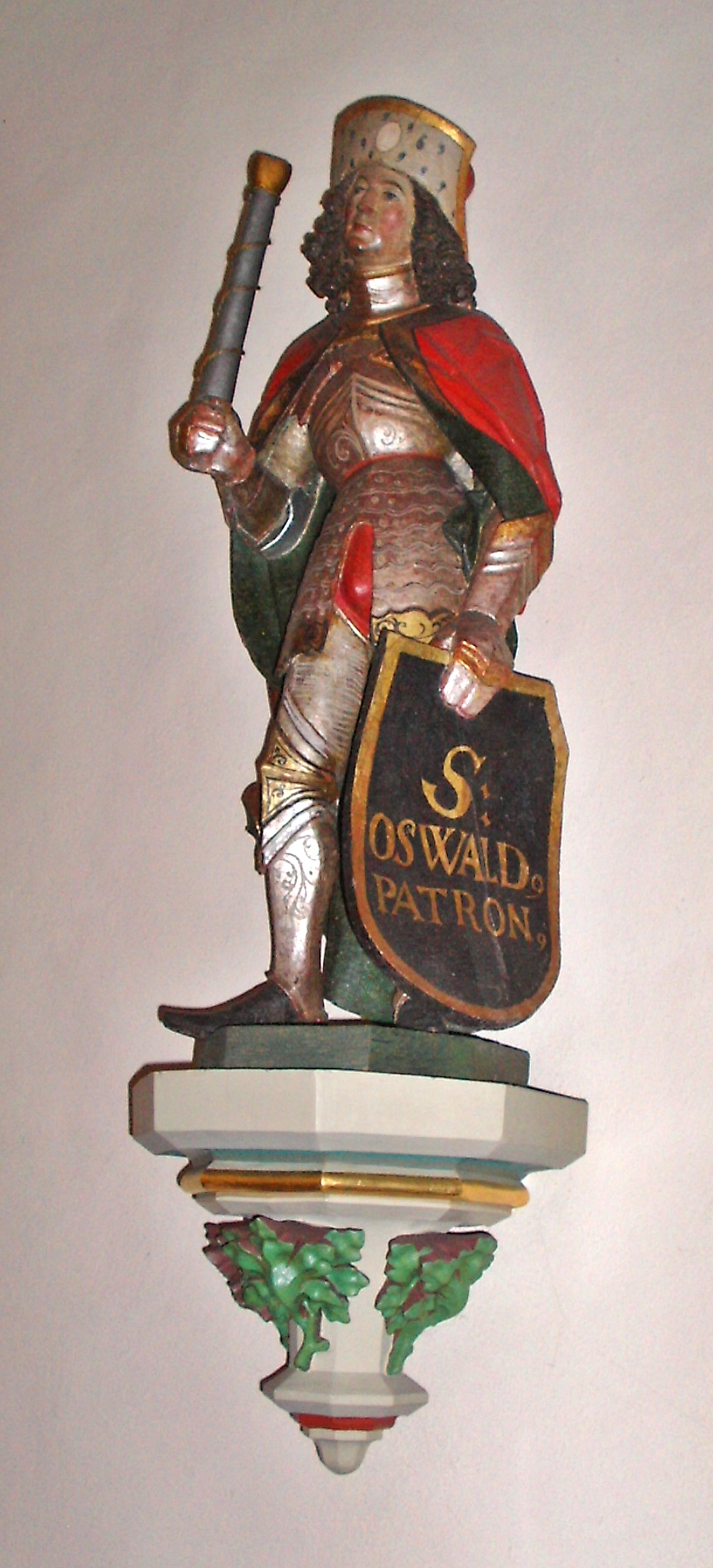
Sv. Oswald, gotická dřevěná figurka, kostel Boßweiler.
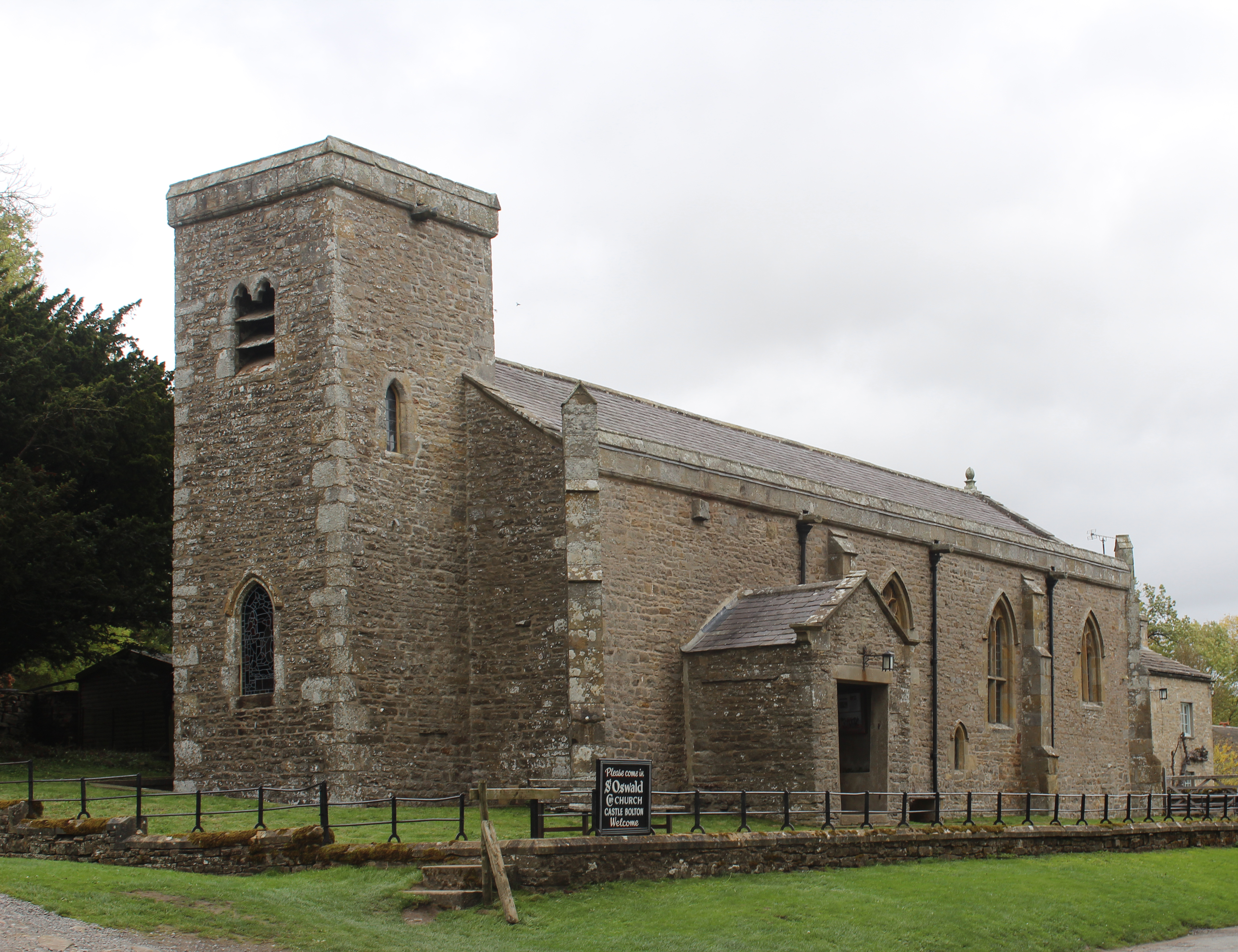
kostel sv. Oswalda, hrad Bolton, Yorkshire.
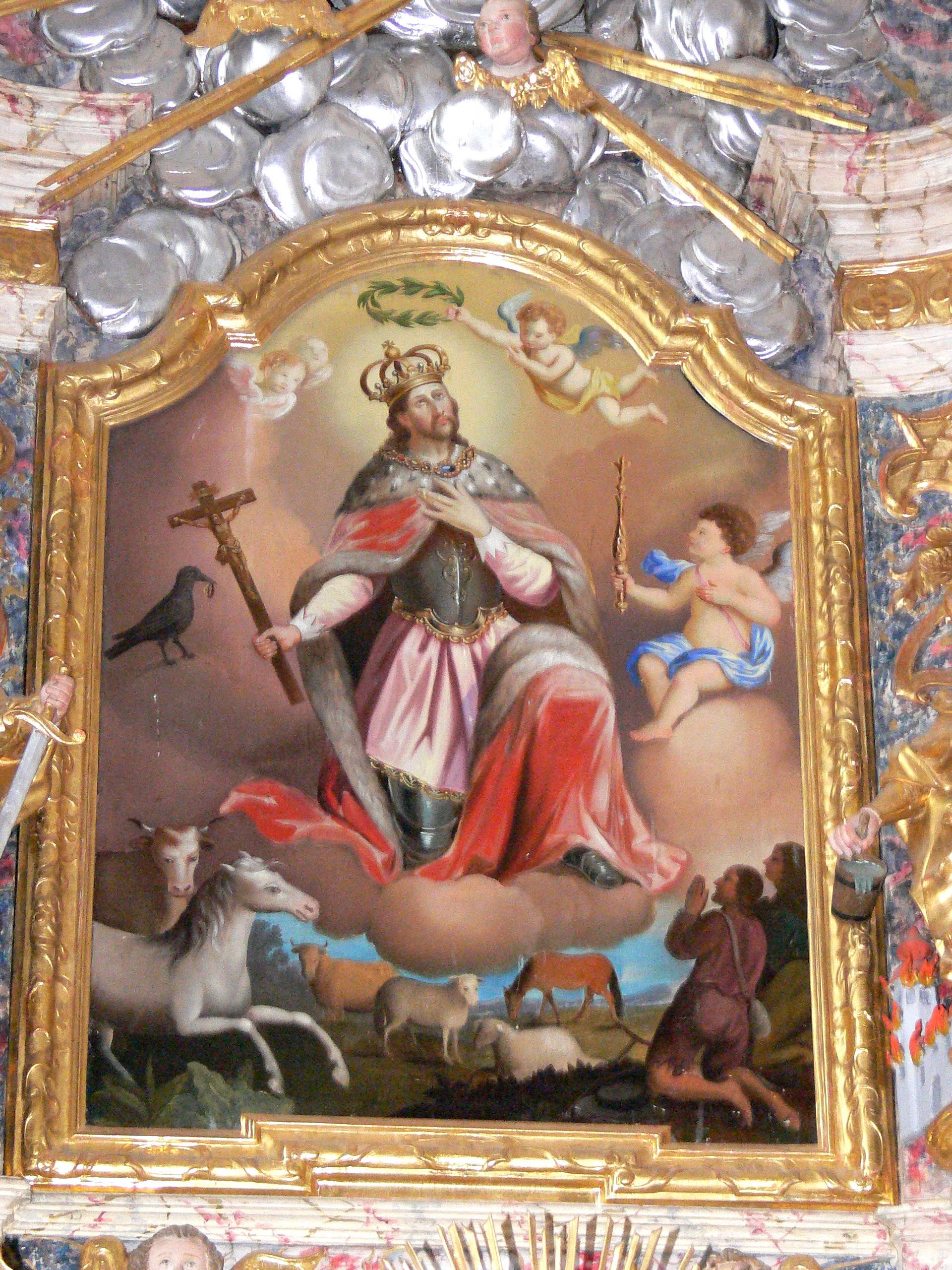
Barokní vysoký oltářní obraz v Eibiswaldu ve Štýrsku.
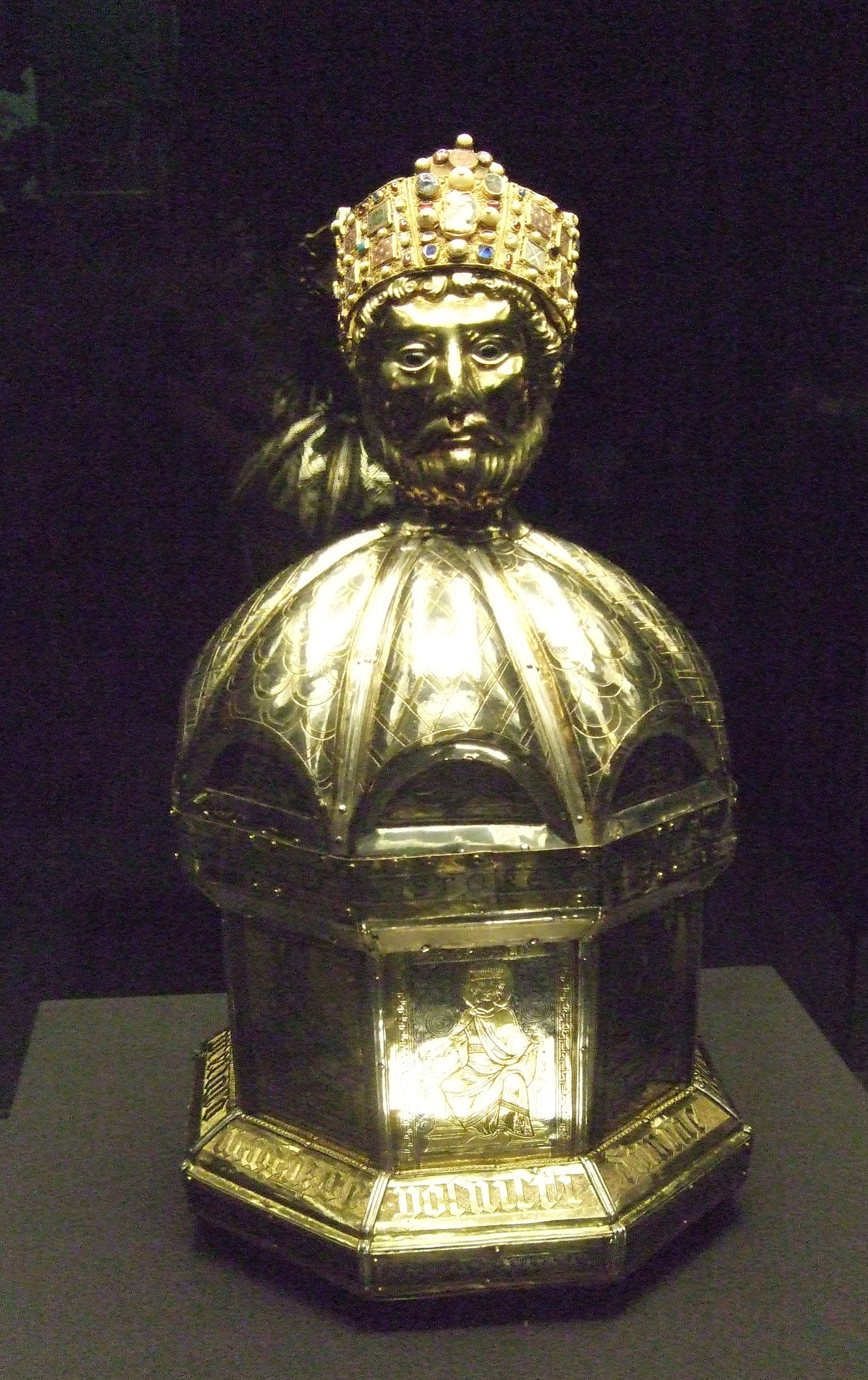
Relikviář s hlavou sv. Oswalda (12. století, Hildesheim Cathedral Museum).
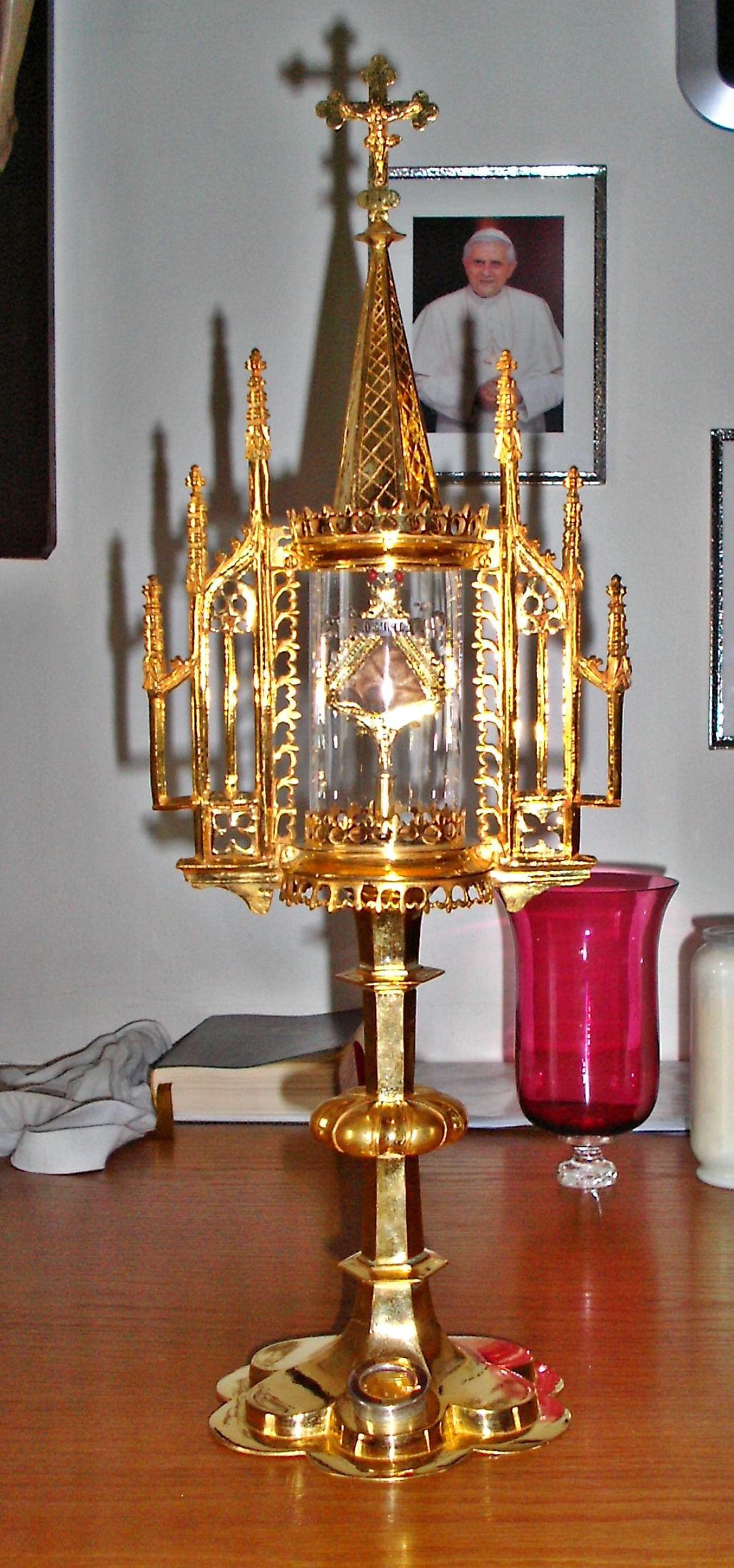
Gotický relikviář s lebkovou relikvií sv. Oswalda, kat. farní kostel sv. Oswalda, Boßweiler.